# Сидоркин, Иван Николаевич
Ива́н Никола́евич Сидо́ркин (23 июля 1923, Старое Пирогово, Сернурский кантон, Марийская автономная область, РСФСР, СССР ― 8 августа 2005, Йошкар-Ола, Марий Эл, Россия) ― советский военный деятель. Участник Великой Отечественной войны: командир огневого взвода на Сталинградском фронте (1942―1943), командир орудия, старший сержант (1943―1945), участник Сталинградской битвы, Будапештской и Берлинской наступательных операций. Сотрудник КГБ Марийской АССР (1948―1972), майор. Дважды кавалер ордена Славы и ордена Красной Звезды. Член ВКП(б) с 1943 года. 

## Биография
Родился 23 июля 1923 года в деревне Старое Пирогово ныне Сернурского района Марий Эл.
В 1940 году окончил 8 классов Сернурской школы. До войны работал помощником бухгалтера лесхоза.
В марте 1942 года призван в РККА. Участник Великой Отечественной войны: учился в Тюменском пехотном училище. Служил в составе 928 стрелкового полка 292 стрелковой дивизии, 30 запасного артиллерийского полка Юго-Западного фронта, а также в артиллерийских дивизионах 253 стрелковой бригады и 503 артиллерийского полка 297 стрелковой дивизии 2-го Украинского фронта. В 1942 году ― командир огневого взвода на Сталинградском фронте, участник Сталинградской битвы, где был тяжело ранен. С 1943 года ― командир орудия, старший сержант. Участник Будапештской и Берлинской наступательных операций. В наградных документах характеризуется как умелый и отважный артиллерист, отмечается его умение бить прямой наводкой. За время боевого пути подбил 9 немецких танков, уничтожил прямой наводкой до 40 огневых точек, подбил до 15 автомашин с грузами, 6 БТР-ов. В 1943 году принят в ВКП(б). Награждён орденами Славы (дважды) и Красной Звезды, медалями «За отвагу» (дважды) и др. 
После войны учился в Одесском артиллерийском училище, младший лейтенант запаса.
В 1948―1972 годах ― сотрудник КГБ Марийской АССР, майор. Награждён орденом Красной Звезды и медалями, в том числе медалью «За боевые заслуги». 
Скончался 8 августа 2005 года в г. Йошкар-Оле. Похоронен на Туруновском кладбище г. Йошкар-Олы. 

## Награды
- Орден Славы III степени (11.01.1945)[1]
- Орден Славы II степени (02.07.1945)[1]
- Орден Красной Звезды (21.01.1944, 1967 ― в ознаменование 50-летия советской власти)[1]
- Медаль «За отвагу» (28.09.1943, 18.10.1944)[1]
- Медаль «За боевые заслуги» (1954)[1]
- Медаль «За оборону Сталинграда»
- Медаль «За победу над Германией в Великой Отечественной войне 1941—1945 гг.» (09.05.1945)
- Медаль «За взятие Будапешта»
- Юбилейная медаль «25 лет Победы в Великой Отечественной войне 1941—1945 гг.»
- Юбилейная медаль «Тридцать лет Победы в Великой Отечественной войне 1941—1945 гг.»
- Юбилейная медаль «50 лет Вооружённых Сил СССР»
- Медаль «За воинскую доблесть. В ознаменование 100-летия со дня рождения Владимира Ильича Ленина» (1970)

## Память
В мае 2025 года на фасаде дома № 145 на улице Комсомольской в г. Йошкар-Оле состоялось торжественное открытие мемориальной доски участнику Великой Отечественной войны, ветерану органов безопасности Марий Эл И. Н. Сидоркину. В мероприятии приняли участие сотрудники и ветераны органов безопасности Марий Эл, официальные лица, родственники, кадеты. 